# Tombstone Territory
Tombstone Territory è una serie televisiva western statunitense in 92 episodi trasmessi per la prima volta nel corso di 3 stagioni dal 1957 al 1960.

## Personaggi e interpreti
- sceriffo Clay Hollister (92 episodi, 1957-1960), interpretato da Pat Conway
- Harris Claibourne (92 episodi, 1957-1960), interpretato da Richard Eastham
- Vicesceriffo Quint (22 episodi, 1958-1960), interpretato da Quintin Sondergaard
- Vicesceriffo Charlie Riggs (7 episodi, 1957-1958), interpretato da Gilman Rankin

### Altri interpreti e guest star
Dennis Moore (8 episodi), Bill Catching (7), Troy Melton (7), Harry Woods (6), Robert Shield (5), Charles Seel (5), Robert Swan (5), Charles Reade (5), Thomas Browne Henry (4), Ken Christy (4), Harry Fleer (4), Allison Hayes (4), Gene Roth (4), Ed Nelson (4), Edmund Cobb (4), Robert Foulk (3), Kenne Duncan (3), Robert Lynn (3), George Becwar (3), Robert J. Wilke (3), Dehl Berti (3), K.L. Smith (3), Warren Oates (3), Ken Mayer (3), Hank Patterson (3), Billy Nelson (3), Larry Darr (3), Craig Duncan (3), John Doucette (3), Tom London (3), Frank Warren (3), Allen Jaffe (3), John Maloney (3), Leon Alton (3), Page Slattery (3), Myron Healey (2), Jean Willes (2), Pamela Duncan (2), Lisa Gaye (2), Michael Landon (2), Patrick McVey (2), Jack Hogan (2), Michael Morgan (2), Richard Reeves (2), Carlyle Mitchell (2), Ralph Taeger (2), Jeff DeBenning (2), John Close (2), David Whorf (2), Harold Fong (2), Joyce Meadows (2), Mitchell Kowall (2), George Gilbreth (2), Lee Roberts (2), Wayne Heffley (2), Michael Whalen (2), Ollie O'Toole (2), Bob Tetrick (2), Howard Wright (2), Ken Drake (2), Leo Gordon (2), John Vivyan (2), William Phipps (2), Cathy Downs (2), Harry Lauter (2), Paul Richards (2), John Sutton (2), Lee Van Cleef (2), Robert F. Simon (2), Brett King (2), Mary Anderson (2), Patrick Waltz (2), Robert Brubaker (2), Morris Ankrum (2), Mark Tapscott (2), Ron Hayes (2), Gregory Walcott (2), Charles Maxwell (2), Forrest Lewis (2), Kaye Elhardt (2), Paul Comi (2), George Eldredge (2), Tom Monroe (2), Henry Rowland (2), James Seay (2), Barney Elmore (2), Don C. Harvey (2), John L. Cason (2), Arthur Lovejoy (2), Robin Riley (2), Harry Clexx (2), Edmund Johnston (2), Anne Dore (2), Ted Jacques (2), Mickey Finn (2), Tip McClure (2), Russ McCubbin (2), Paul Sorensen (2), Anthony Caruso (1), Stephen Bekassy (1), Christopher Dark (1), Bruce Gordon (1), Jack Grinnage (1), Peter Whitney (1), Dan Barton (1), John Beradino (1), James Best (1), Henry Brandon (1), Diane Brewster (1), Lon Chaney Jr. (1), Joe De Santis (1), Andrew Duggan (1), Jose Gonzales-Gonzales (1), Neil Grant (1), Virginia Gregg (1), Joe Haworth (1), Margaret Hayes (1), Douglas Kennedy (1), Richard Loo (1), Kathleen Nolan (1), Larry Pennell (1), Ralph Reed (1), Fay Spain (1), William Talman (1), Phillip Baird (1), Olive Carey (1), John Carradine (1), Lloyd Corrigan (1), Jack Elam (1), Peggy Knudsen (1), Britt Lomond (1), Leonard Nimoy (1), Harold Peary (1), Edson Stroll (1), Arthur Batanides (1), Dabbs Greer (1), Jean Howell (1), Jack Reitzen (1), Dan Sheridan (1), Murvyn Vye (1), Robert Bice (1), Sam Buffington (1), Stephen Courtleigh (1), Kathleen Crowley (1), Angie Dickinson (1), Milton Frome (1), Anthony George (1), James Hong (1), Rodolfo Hoyos Jr. (1), Ed Kemmer (1), Gail Kobe (1), Peggy Maley (1), Joan Marshall (1), Gerald Mohr (1), Norma Moore (1), Bartlett Robinson (1), Robert Stevenson (1), Steven Terrell (1), James Anderson (1), Roy Engel (1), Harry Harvey Jr. (1), Jack La Rue (1), Burt Mustin (1), John Reach (1), Donald Woods (1), Don Eitner (1), Linda Lawson (1), Michael Forest (1), Michael Fox (1), Rhodes Reason (1), Bing Russell (1), Joe Turkel (1), John Anderson (1), Trevor Bardette (1), Rayford Barnes (1), Anne Diamond (1), Margaret Field (1), Frances Fong (1), Kathleen Freeman (1), Don Garner (1), Fred Gavlin (1), Tom Greenway (1), Peter Hansen (1), Tom Holland (1), Perry Lopez (1), Karl Lukas (1), Jan Merlin (1), Tom Pittman (1).

## Produzione
La serie fu prodotta da ZIV Television Programs e girata nel Bronson Canyon, nell'Iverson Ranch a Los Angeles e nel Melody Ranch a Newhall, in California.
Tra i registi della serie sono accreditati Eddie Davis (15 episodi, 1957-1960), Walter Doniger (13 episodi, 1957-1958), Richard L. Bare (8 episodi, 1958-1959), William Conrad (5 episodi, 1959-1960) e Otto Lang (5 episodi, 1959-1960).

## Episodi
| Stagione         | Episodi | Prima TV originale |
| ---------------- | ------- | ------------------ |
| Prima stagione   | 40      | 1957-1958          |
| Seconda stagione | 12      | 1959               |
| Terza stagione   | 40      | 1959-1960          |